# リトアニア・ロシア人連合
リトアニア・ロシア人連合（リトアニア語: Lietuvos rusų sąjunga、略称: LRS、ロシア語: Сою́з ру́сских Литвы́）はかつてリトアニアに存在した政党。
1995年にセルゲイ・ドミトリエフを党首として発足し、リトアニアにおけるロシア人マイノリティを代表している。多くの選挙でポーランド人政党のリトアニア・ポーランド人選挙活動と選挙連合を組む。国政選挙では初回選挙を除き候補者を擁立しているが、議席を得るには至っていない。地方議会選挙では、ロシア人が多いリトアニア南東部の地方議会においていくばくかの議席を得た。2021年、解党。